# Lamellenvorhang

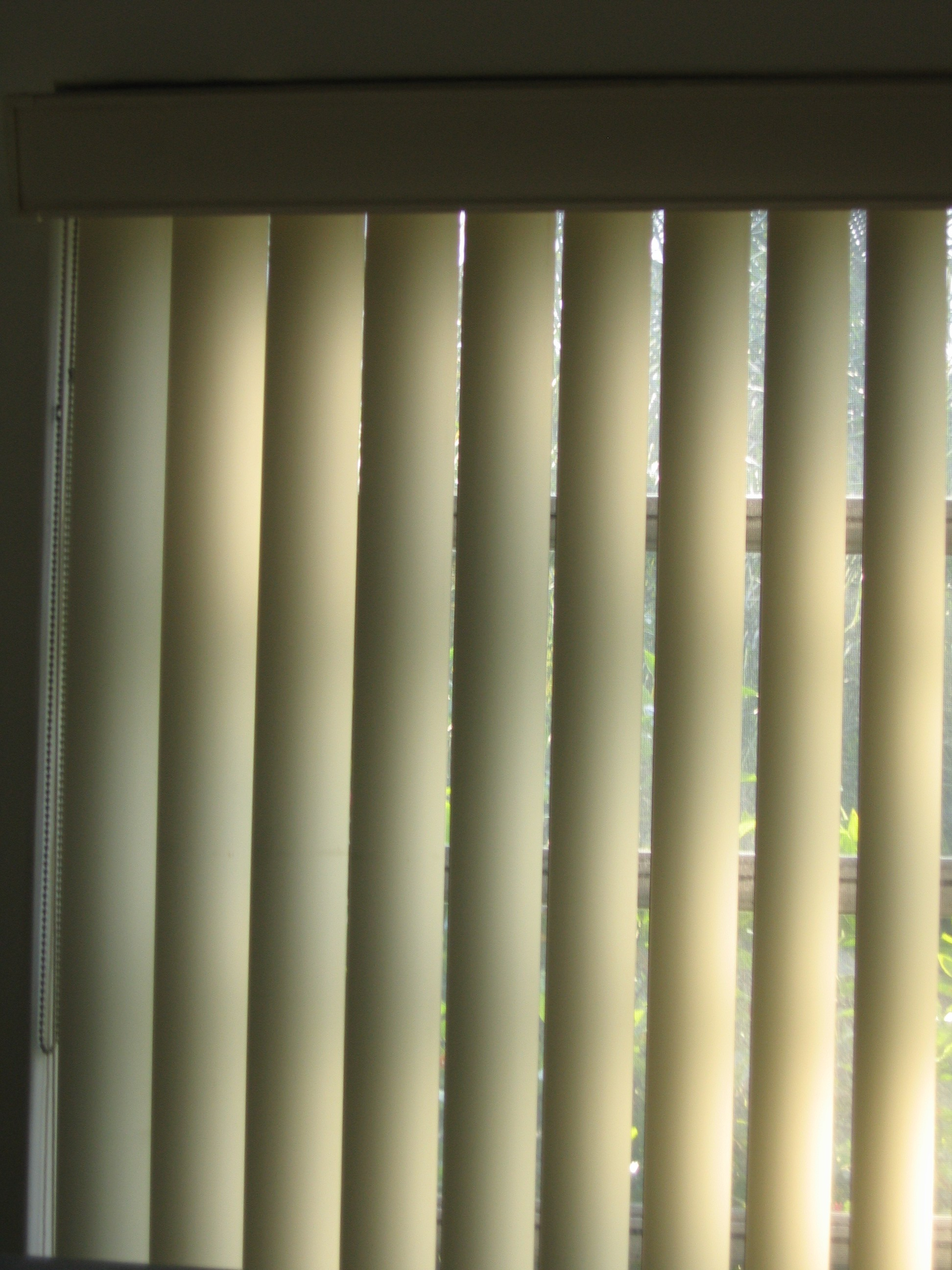
Lamellenvorhang

Als Lamellenvorhang (auch Lamellenanlage, Vertiso, Lamellenstore, Vertikallamellen oder Vertikalanlage) bezeichnet man eine Schutzvorrichtung, die aus vertikalen Lamellen besteht, die an einer Oberschiene aufgehängt sind. In Büro- und Wohnräumen dient sie als innenliegender Sonnenschutz am Fenster. Im produzierenden Gewerbe, im Handel sowie in der Landwirtschaft und Tierhaltung dient der Lamellenvorhang der Abtrennung von Räumen.
Seine Einzellamellen können meist um ihre Hochachse gedreht und entlang der Schiene zu einem Paket zusammengefahren werden. So können der Lichteinfall und der Blick nach außen flexibel reguliert werden. Aufgrund dieser Eigenschaft werden Lamellen häufig in Büros zur Schaffung von guten Bedingungen für Bildschirmarbeit eingesetzt.
Hauptunterschied zur Jalousie ist, dass die Lamellen senkrecht und nicht waagerecht angeordnet sind. Durch diese Anordnung bietet der Lamellenvorhang Staub kaum Anhaftungsfläche. Unter anderem deshalb wird er häufig im Gesundheitssektor eingesetzt.
Lamellenvorhänge können lückenlos kombiniert und automatisiert werden. Besondere Verwendung finden sie daher zur Verschattung großer Flächen.

## Materialien
Die Lamellen werden aus textilem Material, Kunststoff, Aluminium, Holz oder Naturfasermatten hergestellt. Übliche Breiten sind 89 und 127 mm. Es sind aber auch Breiten von 63, 100 und 250 mm im Handel zu finden.
Textile Stofflamellen sind meist sehr hart ausgerüstet, um einen glatten Fall zu gewährleisten.
Die Stoffe können aluminium- oder auch perlmuttbeschichtet sein, um Hitzereflexion bei gleichzeitiger Transluzenz zu gewährleisten.
Lamellenanlagen können auch zum Verdunkeln eingesetzt werden. Dazu werden beschichtete Stoffe in Kombination mit einer Oberschiene eingesetzt, die die Lamellen 190° dreht und so fest zusammenpresst.
Außerdem werden Lamellen angeboten, die gewisse Schallschutzeigenschaften oder eine antibakterielle Ausrüstung besitzen, damit Krankheitserreger sich auf den Textillamellen nicht halten können.
Die Textillamellen werden unten mit einem Gewicht beschwert, damit sie glatt und gerade hängen, und unten häufig noch mit Ketten verbunden, um ein Verdrehen zu verhindern.

## Qualitätskriterien
Laufwagen
- Verschleißfestigkeit
- Lagerungsart (Bsp.: Rolle)
- Material des Lamellenhaken und -halters (Bsp.: transparenter, bruchfester Kunststoff oder Stahl)
- Endwagenstopper mit Auslöser zum Aushängen des Lamellenpaketes
- Möglichkeit, defekte Lamellenhaken leicht auszutauschen bzw. zu erneuern

Wendewelle
- Material (Bsp.: Aluminium stranggepresst)
- Torsionsfreiheit
- Beschaffenheit der Wellenstütze

Textillamelle
- Gewicht
- Entflammbarkeit nach DIN 4102
- Eignung für Feuchträume
- Lichtdurchlässigkeit
- Reflexionsvermögen
- Lichtabsorptionsgrad
- Reinigungseignung
- Spezielle Beschichtungen

## Bedienung

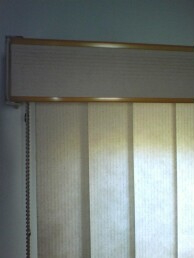
Vertikallamellen und Führungsschiene

Durch das Fahren der Lamellen entlang der Oberschiene können die Lamellen verfahren (= auf- und zugezogen) werden. Sie können so an einer oder beiden Seiten geparkt werden. In einigen Fällen werden die Lamellen auch in der Mitte der Anlage geparkt.
Meistverbreitet sind Anlagen, die mit einer seitlich umlaufenden Endlosschnur verfahren werden. Durch das Ziehen an einer Kugelkette werden die Lamellen gedreht.
Alternative Bedienkonzepte sind das Verfahren mit einem Schleuderstab und Drehen mit einer Stabbedienung, sowie sogenannten Monobedienungen, bei denen sowohl das Verfahren als auch das Drehen mit derselben Endlosschnur erfolgt.

## Formen
Die Standardform der Lamellenanlage ist rechteckig.
Für Dachschrägen gibt es so genannte Slopeanlagen. Dabei ist zu beachten, dass die Lamellen nur auf der längeren Seite geparkt werden können, da sonst die langen Einzellamellen auf dem Boden liegen.
Die üblicherweise gerade Oberschiene kann für Erkerfenster und Rundungen sowohl um die Hoch- als auch um die Querachse gebogen werden. Es sind auch gewendelte Anlagen in Spiralform möglich.
Selbst für Dachflächenfenster sind sie einsetzbar. Dazu wird eine Ober- und eine Unterschiene verwendet, zwischen denen die Lamellen verspannt werden (Plafond-Anlagen).